# Munidopsis victoriae
Munidopsis victoriae is een tienpotigensoort uit de familie van de Munidopsidae. De wetenschappelijke naam van de soort is voor het eerst geldig gepubliceerd in 2002 door Baba & Poore.